# たんばらスキーパーク
たんばらスキーパークは、群馬県沼田市玉原高原に位置するスキー場。東急株式会社を中核とする東急グループの東急リゾーツ&ステイ株式会社が運営している。

## 概要
- 当スキー場は群馬県沼田市の北端、武尊山の支峰である鹿俣山の南西斜面に面したスキー場で、初・中級のコースが多く、ファミリー向けのゲレンデとして知られている。
- 標高の高さから、乾いた良質の雪が降り、「こなゆきたんばら」というキャッチフレーズで宣伝をしていたことがある。
- ベースから１本目のコースは非常に緩い斜面で、他のスキー場ではスピードが出過ぎることを怖れてスキーを担いで下山するような人でも安心して滑ることができる。逆に平らすぎてスキーやスノーボード板のワックスがきいていない場合止まってしまうほどである。
- 沼田インターからスキー場銀座と言われる片品方面とは反対側にあり、渋滞に巻き込まれにくい。またインターからも距離的に交通アクセスが良いため週末は非常に混雑する。ただし急な山道を登る必要があるため、運転には注意が必要である。
- ゲレンデからはすぐそばに玉原湖がみえる。
- 標高が高いため、12月上旬からゴールデンウィークあたりまで営業を行なっている。

## 施設
- ペアリフト4基、トリプルリフト1基、クワッドリフト（高速）1基
- レストハウス（レストラン2か所）（ウッドランドカフェ・ハーフタイム）
- リゾートセンター（レストラン1か所）（オンアンドオフ）
- 中腹にレストラン「ラルブル」ベースに「ロッジ玉原」
- 駐車場（3,000台）

## アクセス
- 関越自動車道沼田ICから約19km

## グリーンシーズン
- グリーンシーズン（6月～9月）は、たんばらラベンダーパークとして開園しており、冬とは違った玉原高原の表情を見ることが出来る。ゲレンデはラベンダーなどの花畑となる。夏山リフトも営業している。

## その他
- 沼田エフエム放送がゲレンデより公開生放送をすることがある。

## 沿革
- 1988年(昭和63年) - 東急不動産の子会社東急リゾートサービスにより開業。